# Олександро-Калинівська сільська рада
Олександро-Калинівська сільська рада — колишній орган місцевого самоврядування у Костянтинівському районі Донецької області з адміністративним центром у селі Олександро-Калинове.

## Населені пункти
В різні роки сільській раді були підпорядковані різні населені пункти.
1926 року до сільради увійшли: села Олександрівка та Калинове; хутори Василівка, Вишневий, Голубівка, Красна Долина, Криничний та Попасний.
Хутори Вишневий та Красна Долина були затоплені у зв'язку з будівництвом Клебан-Бицького водосховища згідно постанові від 10 травня 1940 року.
у 1926-1935 у підпорядкування сільради доається радгосп "Щербинівський".
10 серпня 1954 року Сталінську та Олександро-Калинівську сільські ради об'єднують в одну Олександро-Калинівську з центром в селі Олександро-Калинове. За три дні також було підпорядковане село Ілліча.
8 сіяня 1960 року Тарасівську та Олександро-Калинівську сільські ради об'єднують в одну з центром в селі Олександро-Калиновому.
26 квітня 1978 року в межах сільської ради було ліквідовано село Водяне Перше і всіх мешканців приписали до села Водяне Друге.
22 жовтня 1980 року у підпорядкування Тарасівської сільради з Олександро-Калинівської сільської ради були передані населені пункти: Тарасівка, Новооленівка, Водяне Друге та Березівка.
27 квітня 1983 року в межах сільради відбулося об'єднання сіл Новоолексієвка та Яблунівка в одне село.
На момент ліквідації сільради у підпорядкуванні були:
- с. Олександро-Калинове
- с. Яблунівка

## Склад ради
Рада складається з 16 депутатів та голови.

## Керівний склад сільської ради
| ПІБ                          | Основні відомості                                                         | Дата обрання | Дата звільнення |
| ---------------------------- | ------------------------------------------------------------------------- | ------------ | --------------- |
| Шаповалов Віталій Васильович | Сільський голова, 1965 року народження, освіта, член Партії регіонів      | 26.03.2006   | 31.10.2010      |
| Шаповалов Віталій Васильович | Сільський голова, 1965 року народження, освіта вища, член Партії регіонів | 31.10.2010   |                 |

Примітка: таблиця складена за даними джерела